# Rexagenäs

## Rexagenäs
Rexagenäs (Res Gestae: Preludio de la Nueva Era) es una novela de fantasía heroic escrita por SG Haro..  Publicada por primera vez en México en febrero de 2008, por Grupo Editorial Tomo; en 2010 el contrato fue dado por terminado, con lo que el autor recuperó por completo los derechos editoriales.  Fue reeditado en enero de 2013, como un libro electrónico, en su idioma original, español, y en una traducción al inglés..  La novela cuenta la historia de un héroe de ficción, Max, después de ser secuestrado por sujetos que, después descubre, son hombres lobo. A través de conversaciones filosóficas con diversos líderes de los licántropos, la mayoría de los cuales son figuras históricas como Romulo, Aristóteles y Alejandro Magno, Max se desengaña del mito de que los hombres lobo y los vampiros, y se va convencido de que está destinado en convertirse en el lobo alfa de la manada una vez que logre su transformación. El libro conduce a una batalla épica entre hombres lobo y varias casas de vampiros que, al final de este volumen, permanece sin resolverse.    

### Autor
SG Haro es el seudónimo de Sergio Haro Gordillo, nacido en la Ciudad de México en 1974. Estudió la carrera de Derecho por la Universidad Iberoamericana en la Ciudad de México y vive en Puerto Vallarta, Jalisco. Trabaja para la Fundación Punta de Mita, una fundación comunitaria, radicada en Bahía de Banderas.

### Trama
Rexagenäs tiene lugar en la época actual, aunque está narrada en pasado. Max es un muchacho de treinta años con de problemas de salud y que, al comienzo de la novela, acaba de ser despedido de su trabajo. Huérfano criado por un sacerdote jesuita, se sabe poco sobre sus orígenes, siempre se ha sentido como un extraño. És secuestrado por un grupo que lo lleva a una lujosa villa en las afueras de Roma; donde conoce a Rómulo, quien afirma ser el mismísimo fundador de Roma y que se avoca en convencer a Max de que él y los demás habitantes de la villa son en realidad hombres lobo, muchos de ellos con cientos o miles de años de vida, y de que Max no sólo es uno de ellos sino un futuro lobo alfa, su sucesor. La mayor parte de la novela consiste en la aceptación gradual de Max de que licántropos y vampiros son reales, que los famosos personajes que lo rodean, supuestamente muertos mucho tiempo atrás, son realmente quienes dicen ser, y por último que él, también, es un hombre lobo y destinado a guiar a los grandes hombres y mujeres que lo rodean.
En Rexagenäs, hombres lobo y vampiros comienzan sus vidas como seres humanos y son transformados por sus líderes con el fin de pasar de esa vida humana a una vida sobrehumana. A pesar de no ser inmortales, ambas especies viven por mucho tiempo y tiene excepcionales habilidades regenerativas; su envejecimiento es muy lento una vez que son transformados, se recuperan rápidamente de heridas que serían mortales para humanos, y sólo mueren por heridas en el corazón o cerebro. En la novela se especula acerca de la muerte por vejez, pero ninguno de los personajes ha sido testigo de tal acontecimiento. También tienen atributos físicos sobrehumanos, los vampiros se destacan por la velocidad y los hombres lobo por la fuerza. Para convertirse en vampiro u hombre lobo un ser humano debe nacer con esa capacidad. Se les considera especies diferentes, que evolucionaron a partir de los seres humanos. Sin embargo, carecen de capacidad de reproducción, y por lo tanto, para reponer y aumentar su número requieren del nacimiento espontáneo de vampiros y hombres lobo en el interior de la población humana. Existe la esperanza de que Max y Sif, la loba destinada a convertirse en alfa con Max, cuenten con la capacidad de reproducirse. Ambos, vampiros y hombres lobo, viven separados de la población humana y tienen cuidado de mantener su existencia en secreto de los seres humanos, que asumieron que sus vidas terminaron con la supuesta muerte que tuvieron como humanos.
Los vampiros están divididos en cinco razas o casas: La Raza de la Eternidad, La Raza del Dragón, La Raza de los Jinetes Obscuros, La Raza de la Muerte y La Raza del Sol. Cada una encabezada por un líder, o "Abato" como se denominan en el idioma vampiro. Los hombres lobo eran una manada unificada hasta que se da un levantamiento que sucede varios siglos antes a la época en la que transcurre la novela. En ese momento un grupo de hombres lobo, dirigido por Julio César, se separó de la manada principal y después de una batalla larga y amarga forman un grupo aparte. Se les conoce como los Proscritos. Los Disidentes son otro grupo separatista de los hombres lobo.
En las escenas finales de la novela ocurre una batalla entre los hombres lobo, encabezados por Rómulo, y los vampiros, liderados por Aníbal. De imperios rivales que datan de cuando eran humanos y a través de sus largas vidas como hombre lobo y vampiro, Rómulo y Aníbal emprenden una lucha final para determinar el futuro moral, filosófico y político de todo el mundo, incluyendo a los humanos, a quienes permiten presenciar la batalla y, al hacerlo, les hacen saber sobre su existencia.

### Personajes
Además de Max y su alfa loba, Sif, sólo unos pocos personajes de Rexagenäs son puramente ficticios. El resto son figuras de la historia mundial. Los siguientes son los miembros más destacados de las dos especies y bandas a las que pertenecen.
Werewolves
1.	Rómulo y Boadicea
a.	Senadores durante el periodo de Rexagenäs
i.	Aristóteles
ii.	Cicerón
iii.	Cristina de Suecia
iv.	Leonardo da Vinci
v.	Marco Aurelio
vi.	Pakal Votan
vii.	Tomás Jefferson
b.	Senadores durante un periodo previo a Rexagenäs
i.	Confucio
ii.	Nabucodonosor
iii.	Pericles
iv.	Safo
c.	Personaje que se convierte en senador al final de Rexagenäs
i.	Catalina la Grande
2.	Cayo Julio César—Líder y Cónsul de los Proscritos
a.	Ningún senador es mencionado en Rexagenäs
b.	Pretores durante el periodo de Rexagenäs
i.	Belisario
ii.	Tlacaelel
3.	Disidentes 
a.	Ninguno de sus miembros es mencionado en Rexagenäs
Vampiros
1.	Raza de la Eternidad
a.	Aníbal, Líder
b.	Cleopatra, esposa del patriarca
i.	Generales durante el periodo de Rexagenäs
1.	Mitrídates VI Eupator
2.	Yugurta
3.	Hermann/Arminio
ii.	Ministros durante el periodo de Rexagenäs
1.	Felipe IV, el Hermoso
2.	Oliver Cromwell
3.	José Fouché
2.	Raza del Dragón
a.	Ying Jien, Líder
i.	Ningún general es mencionado en Rexagenäs
ii.	Ningún ministro es mencionado en Rexagenäs
3.	Raza de los Jinetes Oscuros
a.	Atila, Líder
i.	Generales durante el periodo de Rexagenäs
1.	Ragnar Lodbrok
2.	Tamerlán
3.	Pachacuti
ii.	Ministros mencionados en Rexagenäs
1.	Cardinal Richelieu
4.	Raza de la Muerte
a.	Vlad Tepes, Dracula, Líder
b.	Erzsébet Báthory, esposa del patriarca
i.	Ningún general es mencionado en Rexagenäs
ii.	Ningún ministro es mencionado en Rexagenäs
5.	Raza del Sol
a.	Ahuizotl, Líder
i.	Generales durante el periodo de Rexagenäs
1.	César Borgia
2.	Shaka Zulu
ii.	Ministros durante el periodo de Rexagenäs
1.	Maximiliano Robespierre

### Idiomas
Haro creó dos lenguas que se utilizan en Rexagenäs. "Vestal" es el lenguaje utilizado por los hombres lobo. Este nombre destaca la herencia de la antigua Roma y la organización que impera en la manada de Rómulo. Un aspecto de ello es la adoración de la diosa del hogar, Vesta, por sacerdotisas similares a las vírgenes vestales de la antigua Roma. "Kjochish", que significa "sabiduría", es la lengua hablada por los vampiros. 